# Pauliina Lerche
Pauliina Lerche in 2008

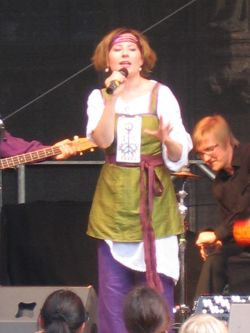
Pauliina Lerche

Pauliina Lerche (°Rääkkylä, 19 maart 1974) is een Finse folkmuzikante. Lerche is naast zangeres een multi-instrumentaliste, ze speelt accordeon, viool, kantele en deltar (een harpachtig instrument).
Op vierjarige leeftijd begon ze met vioolspelen, op negenjarige leeftijd begon ze te zingen in de originele line-up van Värttinä. Later studeerde ze aan het folkdepartement van de Sibeliusacademie in Helsinki. In 1995 verbleef ze als uitwisselingsstudent een jaar in Japan.
In 1993 begon ze de groep Mimmit, een duo met haar jongere zus Hannamari. Later werd ze gevraagd bij Burlakat, een groep die in het Karelisch zingt. Ze begon het project Kriya, een groep die Finse en Hindi muziek combineert. In 2002 verving ze Maria Kalaniemi in de groep van Vesa-Matti Loiri. Datzelfde jaar verscheen haar debuutalbum als solo-artieste.

## Bands
- Hector Acoustic Quartet (2004 - )
- Kriya (2003 - )
- Vesa-Matti Loiri's orkest (2002)
- Burlakat (1994 - )
- Mimmit (1993 - 2001)
- Sivuluisu (1990 - 1993)
- Värttinä (1983 - 1989)

## Discografie

### Solowerk
- Katrilli (2002)
- Malanja (2006)

### Mimmit
- Mimmit (1996)
- Meren alainen (2000)
- Hats Hats Harakkainen (2010)

### Burlakat
- Tsastuska (1999)
- Magie (2003)
- Oma (2009)

### Kriya
- Kriya (2006)